# Led (Waga)
Der Led (russisch Ледь) ist ein linker Nebenfluss der Waga in der Oblast Archangelsk in Nordwestrussland.
Der Led hat seinen Ursprung in dem See Letosero.
Er fließt durch die Verwaltungsbezirke Plessezk und Schenkursk in östlicher Richtung. 
48 km oberhalb der Mündung trifft die Tarnja von rechts auf den Led.
Anschließend wendet sich der Led nach Nordosten und verläuft parallel zur Waga.
Die Fernstraße M8 kreuzt den Led im Unterlauf und verläuft ein kurzes Stück entlang dem linken Flussufer.
Schließlich mündet der Led etwa 30 km nördlich von Schenkursk in das linke Flussufer der Waga.
Der Led hat eine Länge von 184 km. Sie entwässert ein Areal von 2690 km².
Der Led wird hauptsächlich von der Schneeschmelze gespeist.
Der mittlere Abfluss 42 km oberhalb der Mündung beträgt 16,7 m²/s.
Der Fluss ist ab Ende Oktober / November bis zur zweiten Aprilhälfte / Mai eisbedeckt.
Der Led wurde zumindest früher zum Flößen genutzt.
Der Fluss gilt als fischreiches Gewässer.